# Tengrisme

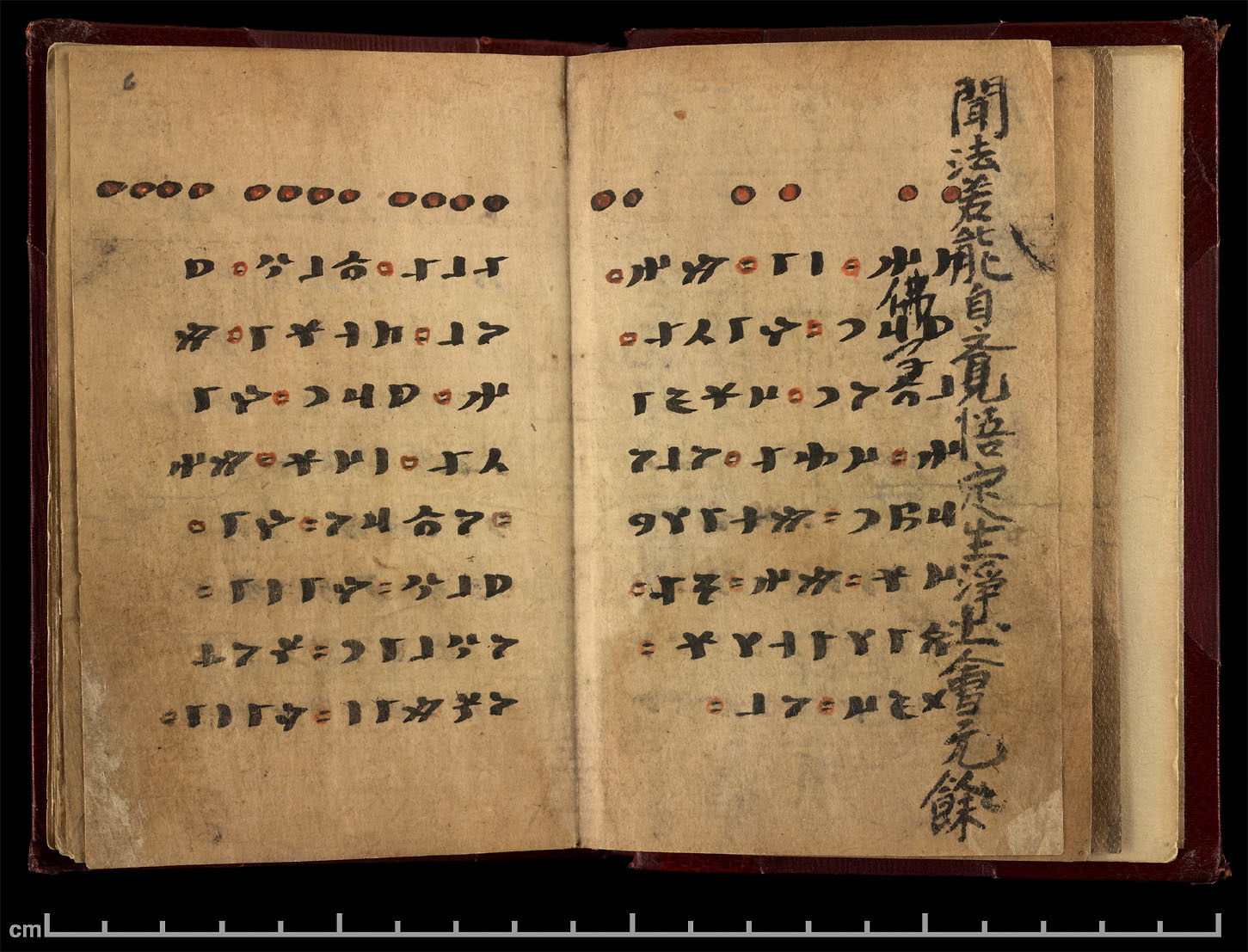
Eerste twee pagina's van de Irk Bitig.

Het Tengrisme (ook geschreven als Tengriisme of Tengerisme) (Turks: Tengricilik, Mongools: Тенгери), of Siberisch sjamanisme, is een religie afkomstig uit Centraal-Azië en de Euraziatische steppe die vooral door Turkse en Mongoolse volkeren wordt beleden. Hieronder worden het Mongools sjamanisme (Mongools: Бөө мөргөл), Toevaans sjamanisme en andere religieuze stromingen gerekend. Het Tengrisme bevat elementen van sjamanisme, animisme, polytheïsme, voorouderverering, totemisme en soms monotheïsme.
Het Tengrisme was voor lange tijd het belangrijkste geloof voor Turken, Mongolen, Hongaren alsmede hun voorgangers de Xiongnu en de Hunnen. Daarnaast was het de officiële staatsreligie van verschillende rijken waaronder: het Göktürkse Rijk, Avaarse Rijk, Groot-Bulgaarse Rijk, Eerste Bulgaarse Rijk en Rijk der Chazaren. Ook was het Tengrisme de godsdienst van Dzjengis Khan en werd in het Mongoolse Rijk beleden. In de Irk Bitig, een boek geschreven in het Gökturks rond de negende eeuw, staat Tengri vermeld als "Türük Tängrisi" (God van de Turken). Onder de Turkse volkeren wordt het Tengrisme erkend als hun historische religie. Ondanks het feit dat het aantal volgelingen van het Tengrisme onder de Turkstalige volkeren met de opkomst van de islam drastisch is afgenomen, wordt deze religie heden ten dage nog steeds beleden door enkele volkeren zoals de Toevanen, Chakassen en Jakoeten en Boerjaten.
Tot de regering van Selim I waren er overgebleven populaties van zogenaamde Tengri-Turken in de Edirne (provincie) die vasthielden aan de oude overtuigingen van het Tengrisme. Aangenomen wordt dat het een groep nomadische Yörük was..
Sinds enkele jaren is er in verschillende Turkse staten zoals, Turkije, Kirgizië, Kazachstan, Tatarije en Basjkirostan een toenemende belangstelling voor het Tengrisme en Gökturks. Dan vaak in de monotheistische vorm.
Door deze lange geschiedenis uitgestrekt over een groot gebied zonder centraal bestuursorgaan is het Tengrisme een zeer veelvormige religie. Verschillende volkeren en groepen hebben ieder hun eigen kijk op- en namen voor de concepten in het Tengrisme.

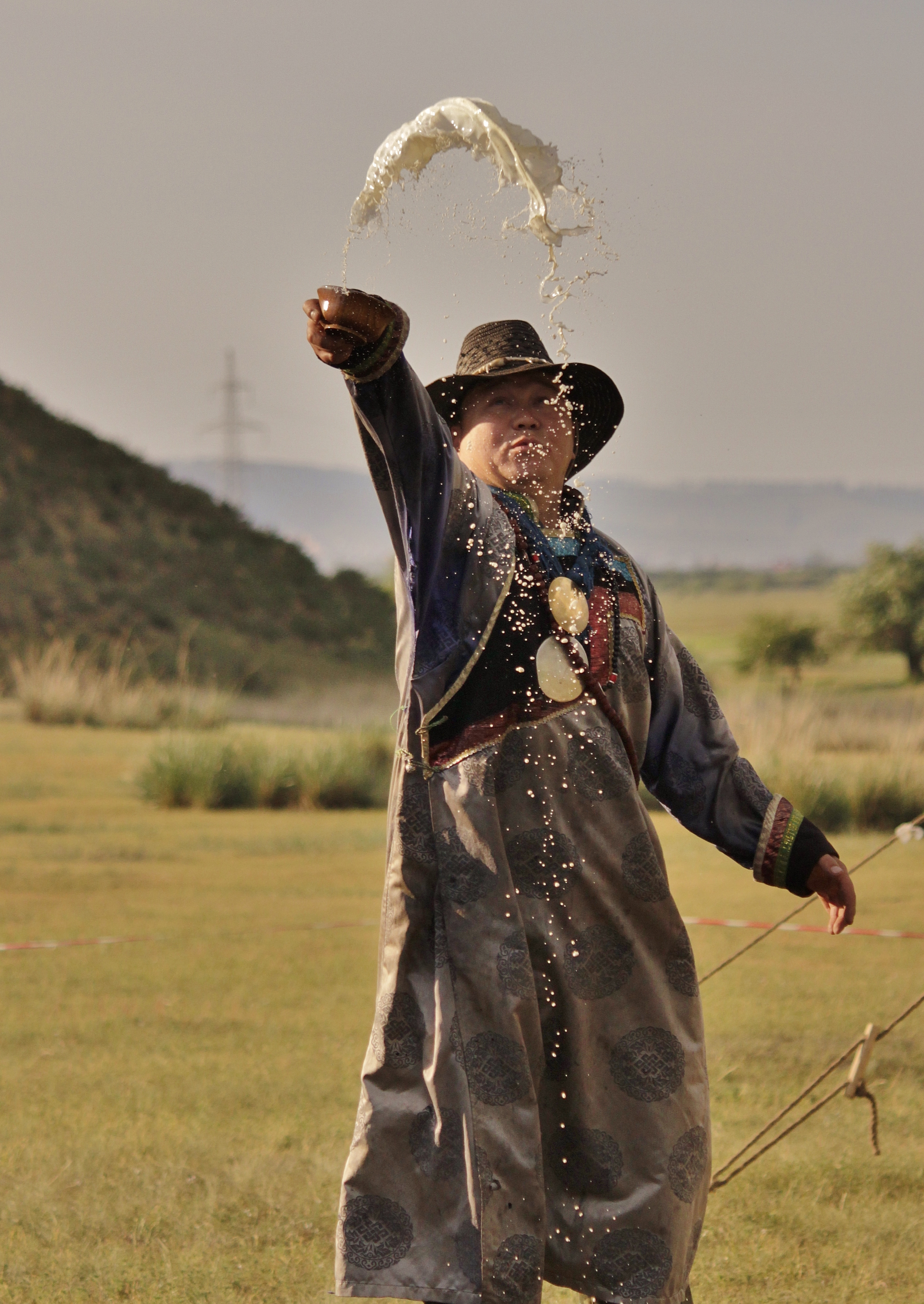
Een Boerjat sjamaan.

## Geloofsinhoud

### Zielen
Het Tengrisme is een animistisch geloof waarin niet alleen mensen maar ook dieren, planten en locaties zielen hebben. Aan dit geloof wordt de gedachte ontleend dat men eervol moet omgaan met dieren, planten en het land. Deze bezitten immers dezelfde zielen als een mens en behoren hetzelfde respect te krijgen. Ieder mens heeft meerdere zielen, de hoeveelheid en natuur van deze zielen verschilt tussen de verschillende stromingen. De meest voorkomende leer is dat ieder mens minstens de volgende drie zielen bezit:
Ami ruhu, de lichaamsziel, geeft een persoon adem, warmte, en fysieke kracht. Na de dood vliegt de ami in de vorm van een vogel naar de wereldboom, waar het wacht tot het kan reïncarneren. Vaak reïncarneert de ami binnen dezelfde familie, wat verklaart waarom men vaak gelijke uiterlijke kenmerken heeft als voorouders.
Sünd ruhu, huist iemands vaardigheid en kundigheid en intellectueel vermogen. Na de dood wordt de sünd door het water meegevoerd naar de onderwereld. Daar verblijft de ziel lange tijd, waarna het via de bron aan de voet van de wereldboom weer de middenwereld binnentreed om te reïncarneren.
Sulde ruhu, geeft iemand persoonlijkheid en kracht. De sulde reïncarneert niet en blijf na iemands dood in de wereld aanwezig.
Na generaties, wanneer de persoon aan wie de ziel toebehoorde is vergeten, worden de sulde zielen van voorouders tot natuurgeesten. Naast de al bestaande natuurgeesten vinden de nieuwe natuurgeesten een plek. Zowel het aanbidden van de geesten van voorouders als natuurgeesten is belangrijk in het Tengrisme. Hierbij wordt bijvoorbeeld gevraagd om bescherming, voorspoed, of toestemming om te jagen of grondstoffen te gebruiken.

### Kosmologie
Volgens het Tengrisme bestaat er drie werelden. De bovenwereld, middenwereld, en onderwereld. Tussen deze werelden bestaan verschillende verbindingswegen. De wereldboom en de poolster verbinden de bovenwereld en middenwereld met elkaar. De wereld-rivier en grotten zijn verbindingen tussen de onderwereld en middenwereld. Sjamanen zijn in staat deze verbindingen te vinden en de reis tussen werelden te maken.

### Goden
De meeste stromingen binnen het Tengrisme geloven in vele goden. De goden worden ook vaak vertaald als geesten wat de indruk creëert dat Tengrisme monotheïstisch is. De machtigste goden worden in twee groepen ingedeeld, de tenger en de etugen. De tenger (ook wel tengri, tngri of tanri), wat hemel betekent, zijn de hemelgoden. Er zijn 99 machtige tenger, waarvan 55 'wit' of gemoedelijk en 44 'zwart' of angstaanjagend. De etugen (ook wel zijn itügen) zijn goden van de aarde, onder hen zijn er 77 groten.

"Tengri", in het Gökturks.

Tenger Etseg en Etugen Eej zijn de oudste goden en hebben samen de wereld geschapen. Tengri, ook wel Tenger Etseg (Hemelse Vader) genoemd, is de hoogste god binnen het Tengrisme.  Tengri is een van de hoogste 99 tenger maar behoort niet tot de 55 witte of 44 zwarte tenger. Etugen Eej, Gazar Eej of Etugen Ene (Moeder Aarde) is de godin van de aarde. Na de schepping hebben Tenger Etseg en Etugen Eej, zich teruggetrokken in de hemel en aarde en bemoeien zich minimaal met de zaken van mensen. Tenger Etseg en Etugen Eej worden niet vaak antropomorfisch afgebeeld omdat ze letterlijk de hemel en aarde zijn.
Belangrijke goden zijn:

- Ülgen Khan, hoofd en mentor van alle hemelgeesten, de 99 tenger, de 55 witte tenger en heerser van de bovenwereld. Hij is de tweede zoon van Tengri en Etugen Eej. Hij heeft de mens vuur, het paard en de eerste sjamaan gezonden.
- Erlik Khan, het hoofd van de 44 zwarte tenger en heerser van de onderwereld. Hij is de eerstgeboren zoon van Tengri en Etugen Eej. Hij beoordeelt de sünd zielen in de onderwereld en schat wie er nodig is in de middenwereld. Hij neemt leven en brengt vernietiging, om zo plaats te maken voor nieuwe creatie. Hij legt waardevolle materialen en delfstoffen vanuit de onderwereld bloot in de middenwereld.
- Umai Etugen, godin van de vruchtbaarheid en belangrijkste van de 77 etugen. Ze is getrouwd met Tengri. Zij stuurt de ami zielen vanuit de wereldboom naar de plek waar ze geboren worden. Ze waakt over jonge kinderen en dieren.
- Od-Ene of Golomt Eej (moeder vuur), godin van het vuur. Ze woont in de middenwereld samen met haar echtgenoot Daiyk. Ze is de beschermster van het huis, maar kan gewelddadig zijn tegen hen die haar in de weg staat. Ze wordt soms gekenmerkt als heerster van de middenwereld.
- Usan Khan of Dalai Khan, hoofd van de watergeesten en heerser over de wateren.
- Chys Khan of Ayaz Ata, is de koning van de winter. Hij is een van de 99 tenger, maar is wispelturig of hij bij de 55 witte of 44 zwarte hoort.
- Bayan Ahaa, meester van de bossen en de jacht.

Chingghis Khan wordt door sommige Mongoolse aanhangers nog altijd vereerd als een god.